# Fiat Ducato III
Pour un article plus général, voir Fiat Ducato.
Le Fiat Ducato et ses clones Citroën Jumper/Relay II, Peugeot Boxer/Manager II, RAM ProMaster, Toyota ProAce Max, et Opel/Vauxhall Movano C, sont des véhicules utilitaires commercialisés par les constructeurs Fiat Professional, Citroën et Peugeot depuis 2006. 
Ils sont également commercialisés par RAM en Amérique du Nord depuis 2014, Opel/Vauxhall depuis 2021, puis le japonais Toyota depuis 2023. Toute la gamme Fiat Ducato Europe est produite dans l'usine SEVEL Sud d'Atessa en Italie, spécialement dédiée à ces véhicules, disponibles en versions châssis-cabine nu, fourgon de plusieurs tailles (longueurs et hauteurs), ambulance, camion plateau, camion benne relevable, minibus scolaire, minibus urbain et de luxe et châssis-cabine pour camping-car.

## Présentation
Les groupes Fiat Professional et PSA ont présenté en mai 2006 la troisième génération de ces véhicules répondant au code usine Fiat X/250.
Le Fiat Ducato et ses clones disposent en plus d'une version lourde, « Maxi » chez Fiat, avec un PTAC de 4 tonnes, disponible en version camion plateau avec 2 tonnes de charge utile et fourgon de 17 m3. Au Salon de l'automobile de Chicago, RAM Trucks, filiale américaine de Fiat Group présente le RAM ProMaster, version américaine du Fiat Ducato III, commercialisé à partir de 2011 sur le marché nord-américain, États-Unis et Canada.

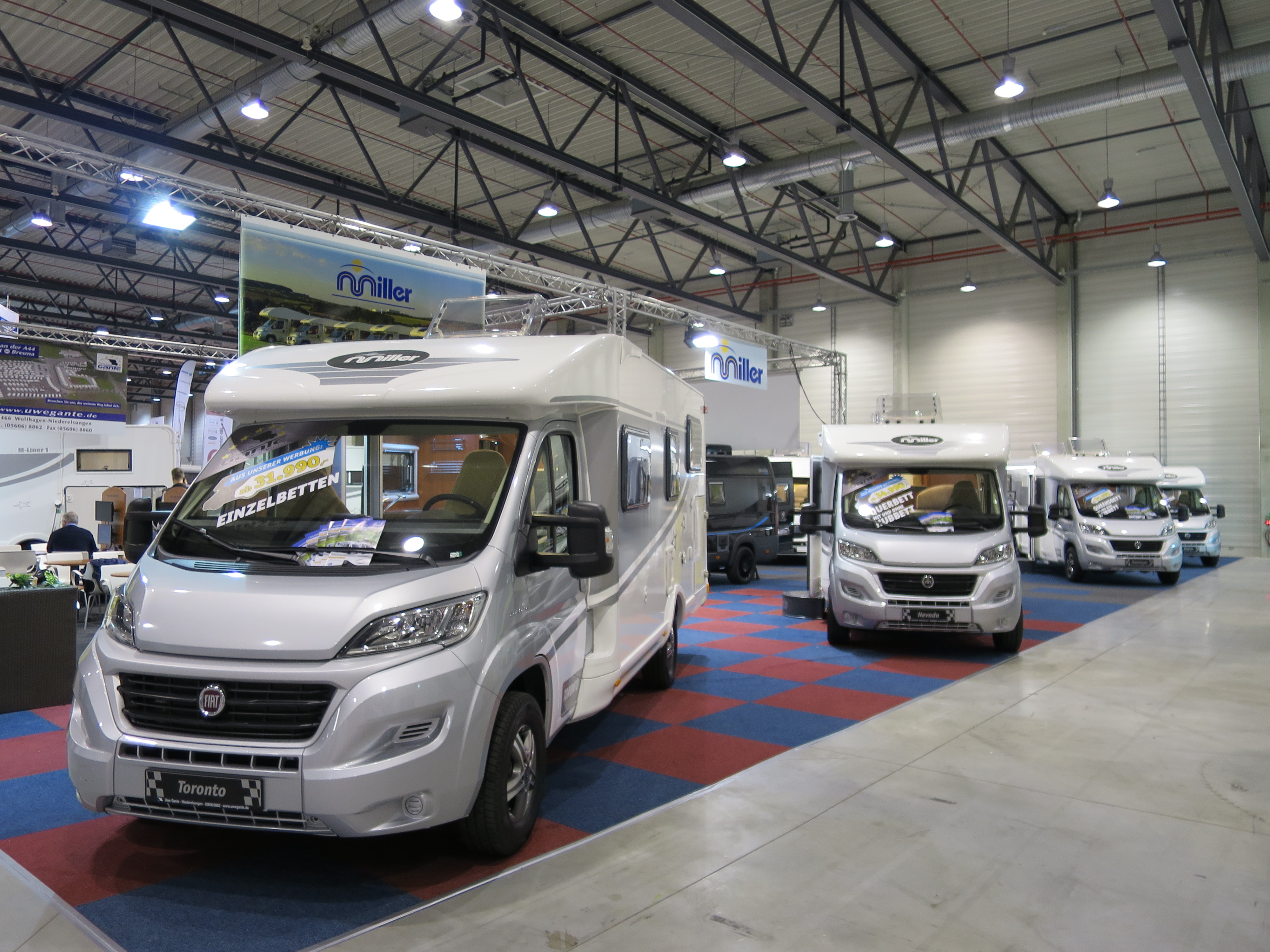
Fiat Ducato camping car
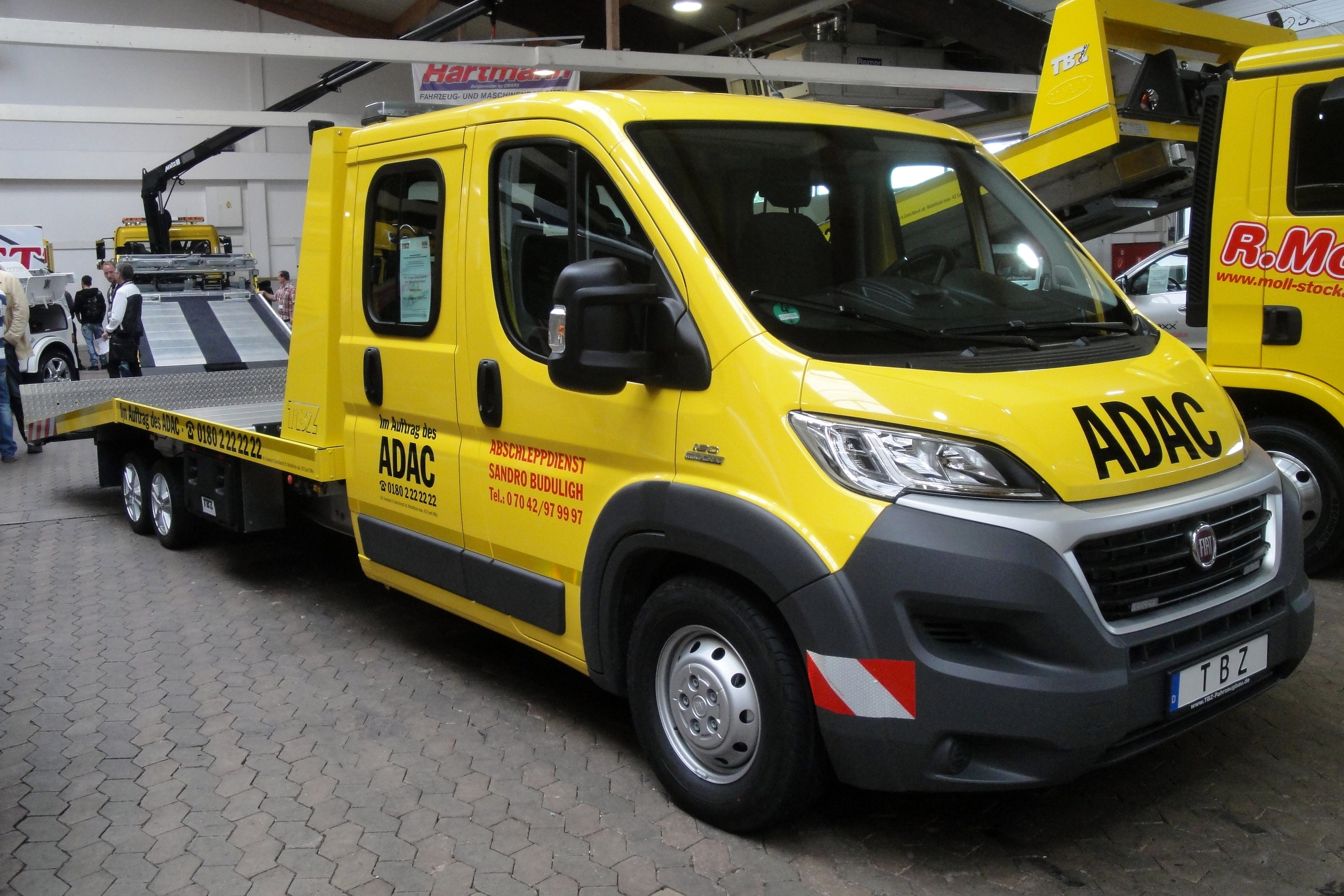
Fiat Ducato plateau dépannage
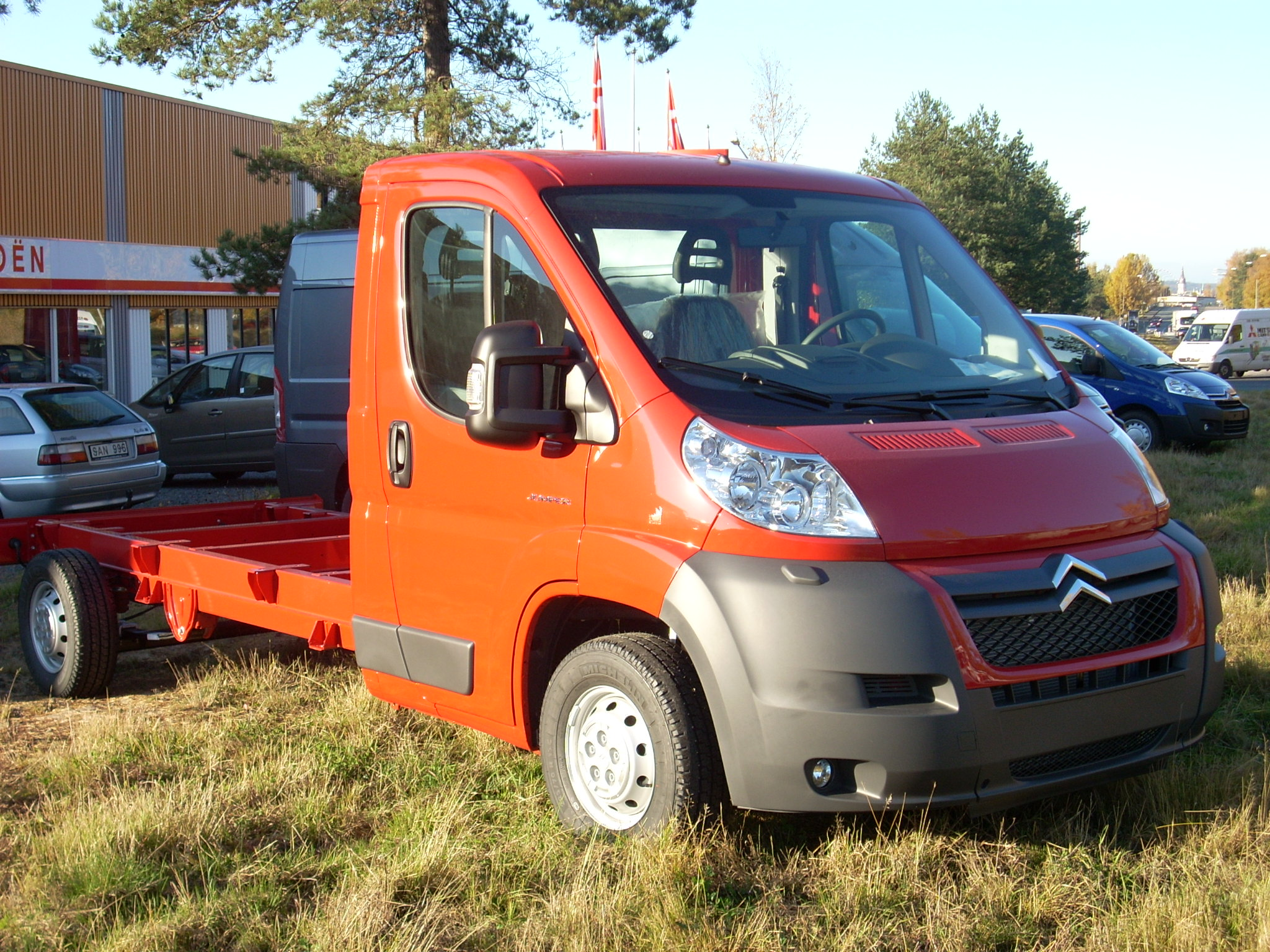
Citroën « Jumper » châssis simple cabine
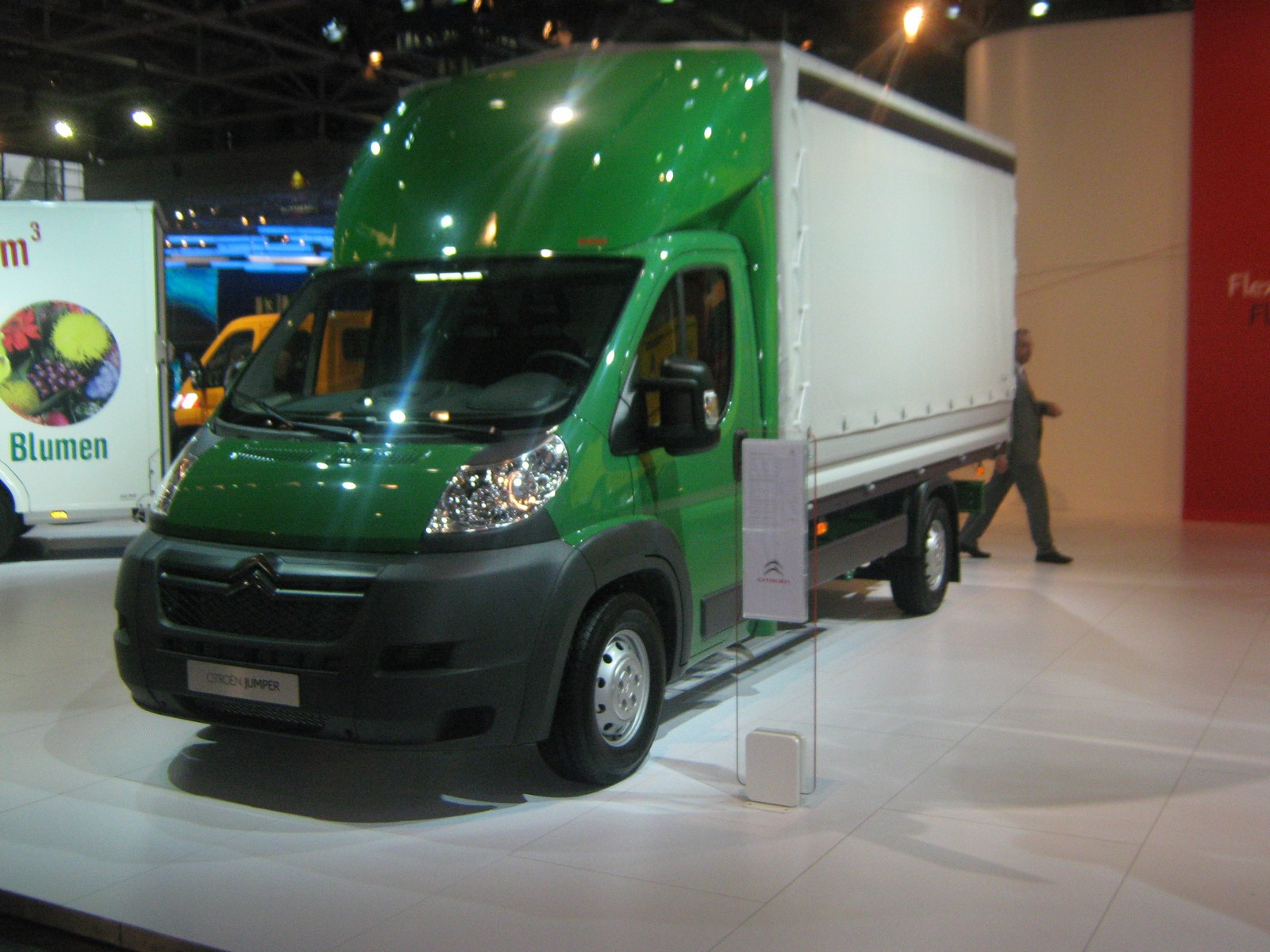
Citroën « Jumper » châssis plateau bâché
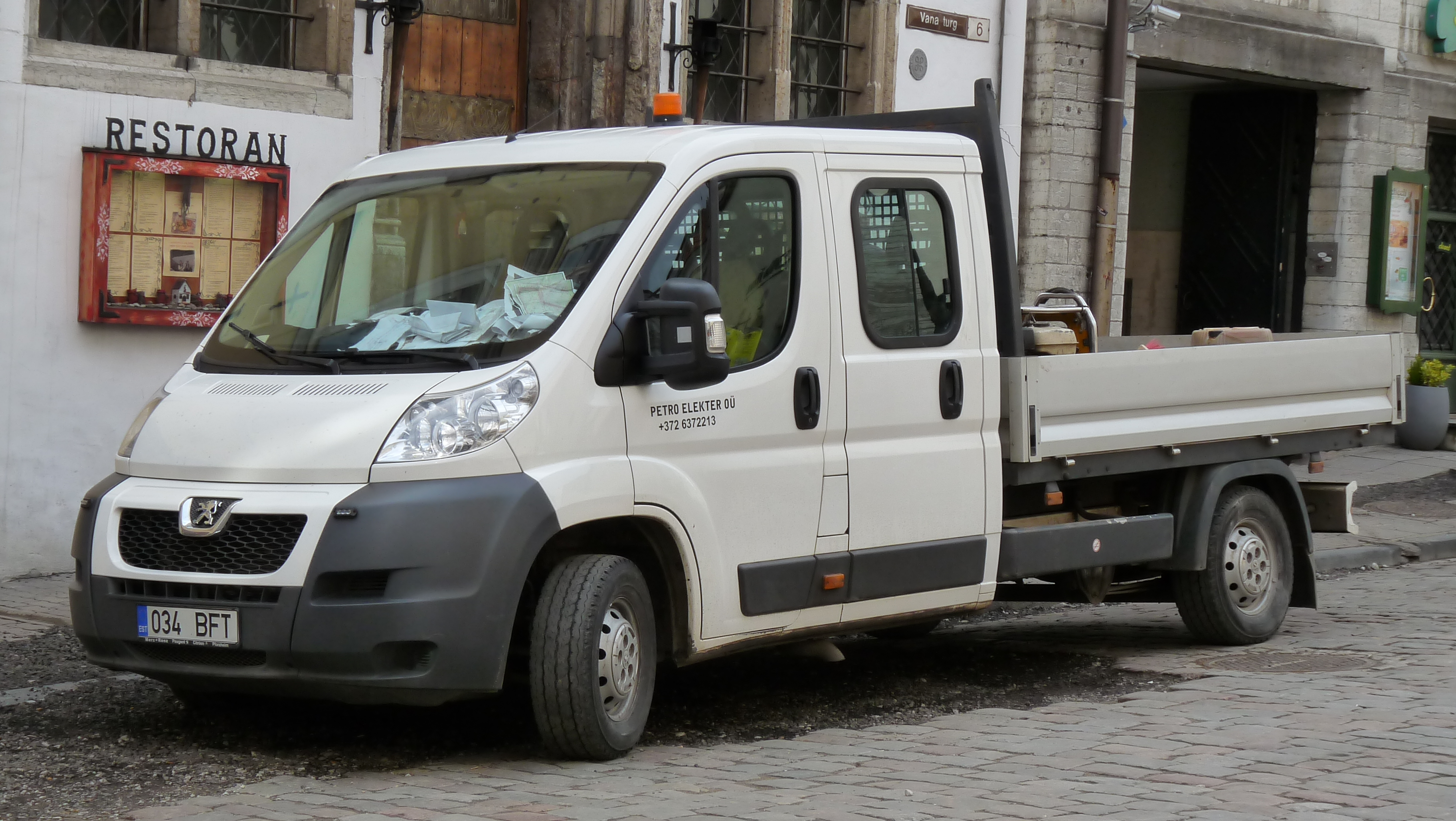
Peugeot « Boxer » double cabine benne
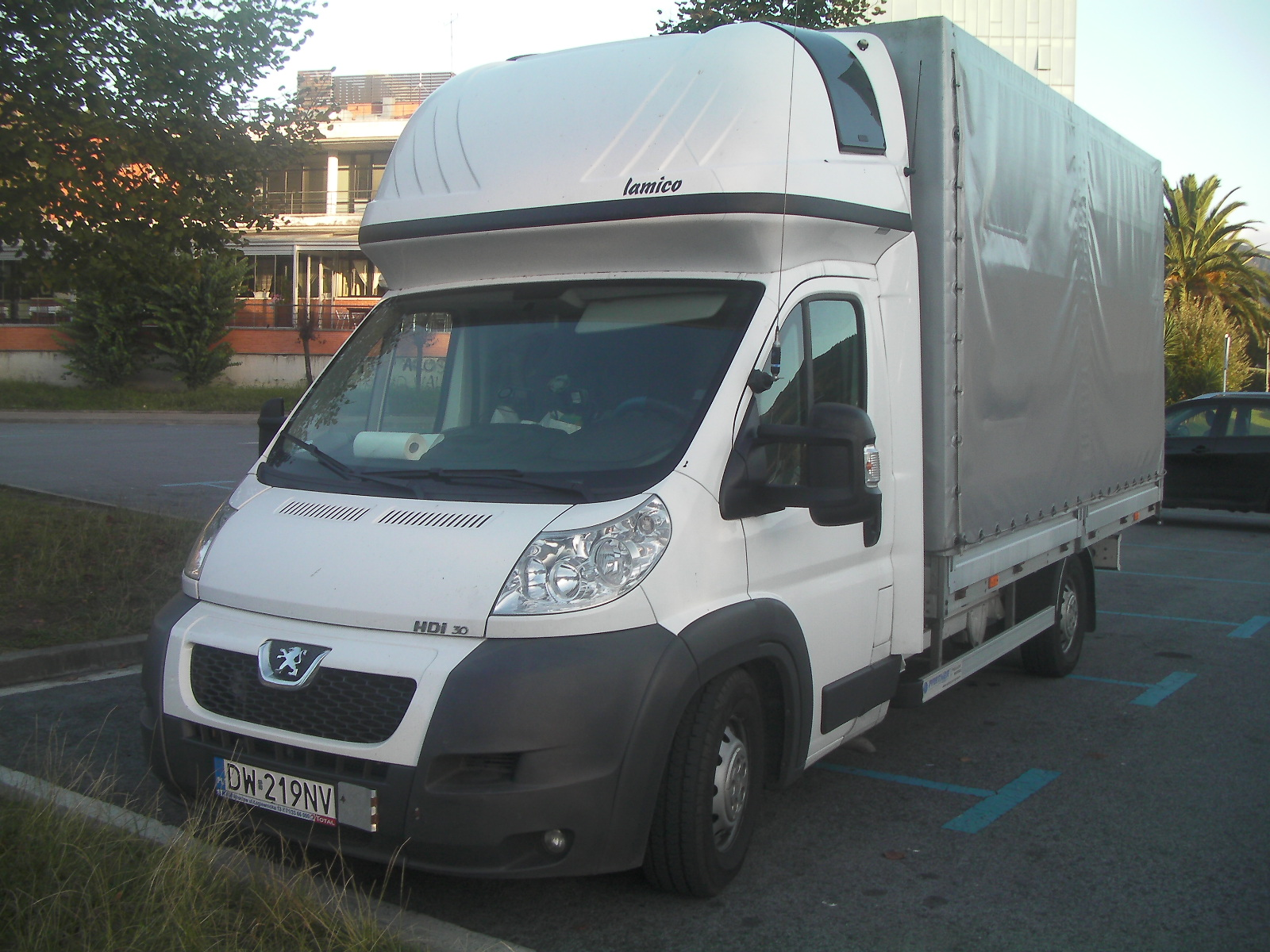
Peugeot « Boxer » châssis plateau bâché
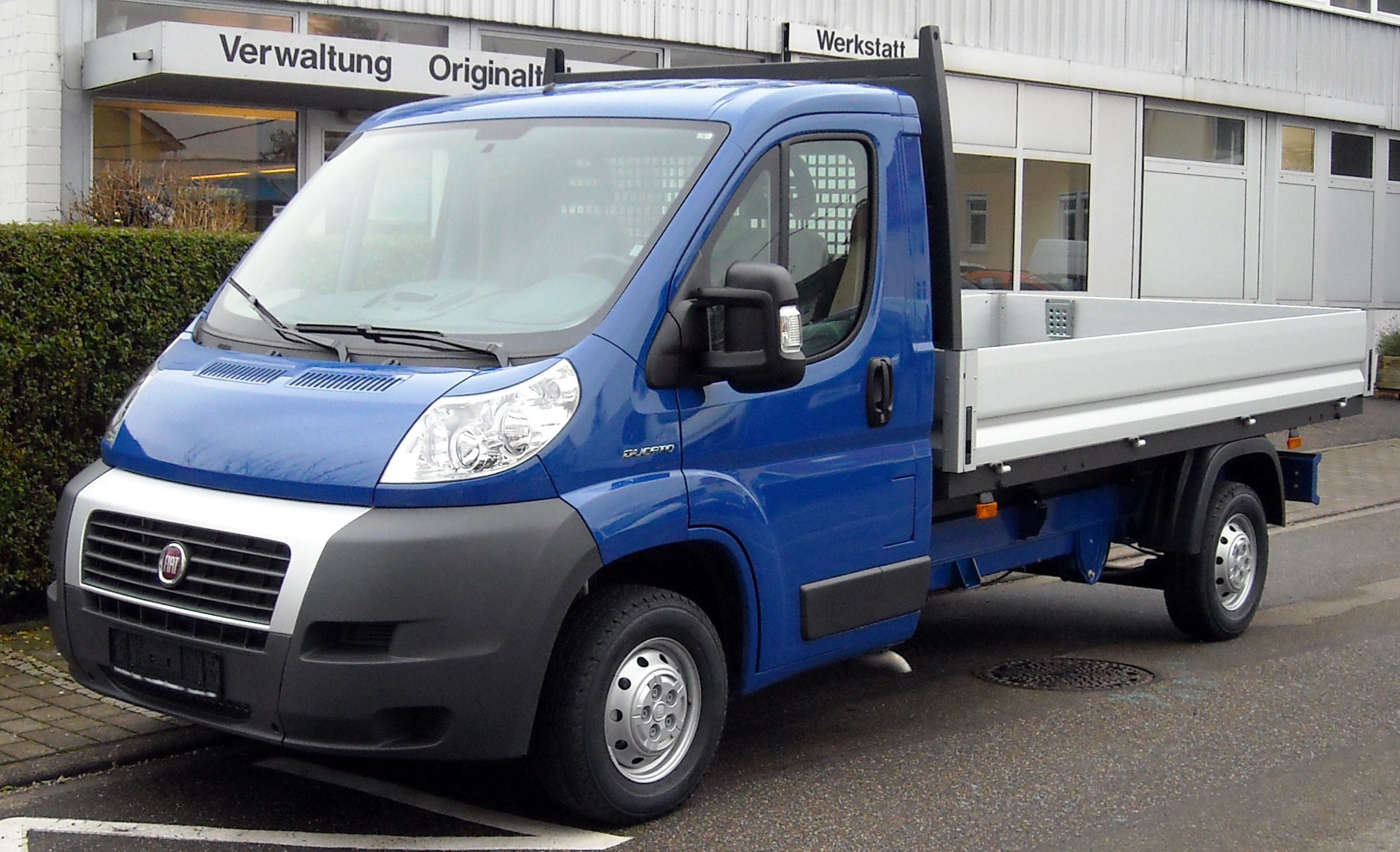
Fiat « Ducato » simple cabine benne
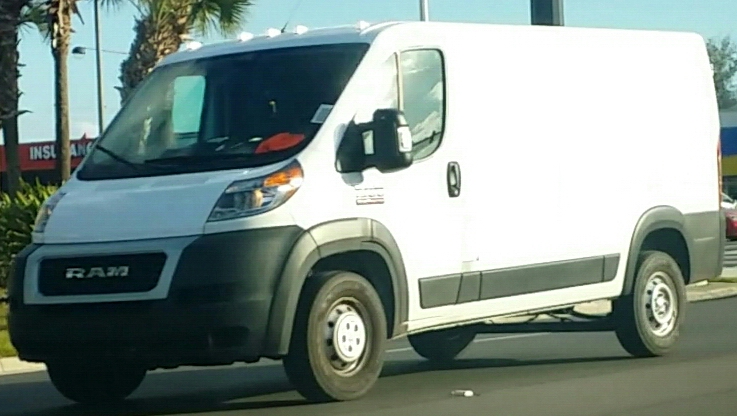
Ram ProMaster fourgon

## Mécaniques

### 3egénération, série 1 (2006)
Le Fiat Ducato III est équipé des moteurs Diesel Fiat FPT d'une cylindrée de 2,3 l et IVECO F1A de 3,0 litres. Cette dernière exécution équipe également tous les modèles 3.0 HDI de 157 ch des versions PSA. Fiat propose également une version blindée du Ducato III.
Les variantes françaises Citroën Jumper/Relay II et Peugeot Boxer/Manager II de PSA sont équipés du nouveau moteur diesel 16 soupapes de 2,2 litres conçu par l'association PSA-Ford. La version 100 ch est la plus vendue en France.
Motorisations disponibles :
| Modèle                                | Type Moteur | cylindrée (cm3) | distribution                      | Injection                     | Puissance (ch à tr/min) | Couple (Nm à tr/min) | Classement Euro |
| ------------------------------------- | ----------- | --------------- | --------------------------------- | ----------------------------- | ----------------------- | -------------------- | --------------- |
| Motorisation Diesel                   |             |                 |                                   |                               |                         |                      |                 |
| Citroën/Peugeot 2.2 Multijet 100      | Ford        | 2 198           | 2 arbres à cames en tête DOHC 16v | Injection directe Common Rail | 100 @ 3.600             | 250 @ 1.500          | Euro IV         |
| Fiat 2.3 Multijet 120                 | Iveco F1A   | 2 287           | DOHC 16v                          | Injection directe Common Rail | 120 @ 3.600             | 320 @ 2.000          | Euro IV         |
| Fiat 2.3 Multijet 130                 | Iveco F1A   | 2 287           | DOHC 16v                          | Injection directe Common Rail | 130 @ 3.600             | 320 @ 2.000          | Euro IV         |
| Fiat/Citroën/Peugeot 3.0 Multijet 160 | Iveco F1C   | 2 999           | DOHC 16v                          | Injection directe Common Rail | 157 @ 3.500             | 400 @ 1.400          | Euro IV         |
| Motorisation GNV                      |             |                 |                                   |                               |                         |                      |                 |
| Fiat 3.0 Natural Power 140            | Iveco F1C   | 2 999           | DOHC 16v                          | Injection indirecte MPI       | 136 @ 2.700             | 350 @ 1.500          | Euro V EEV      |

### 3egénération, série 2 (2011)
Lors du passage à la norme Euro V, toutes les puissances augmentent et un moteur Fiat FPT de 150 ch s'ajoute à la liste des motorisations possibles : de 2,3 litres chez Fiat et de 2,2 litres chez PSA.
Le Ram ProMaster, version américaine du Fiat Ducato III est commercialisée avec un moteur essence Chrysler 3,6 VVT V6 Pentastar 280 ch, équipée d'un boîte automatique 6 vitesses ou du moteur Fiat EcoDiesel JTDm 3,0 litres développant 174 ch avec une boîte robotisée à 6 vitesses, identique à celle présente sur les versions Fiat européennes et brésiliennes.
| Modèle                                | Type Moteur        | cylindrée (cm3) | distribution | Injection                     | Puissance (ch à tr/min) | Couple (Nm à tr/min) | Classement Euro |
| ------------------------------------- | ------------------ | --------------- | ------------ | ----------------------------- | ----------------------- | -------------------- | --------------- |
| Motorisation Diesel                   |                    |                 |              |                               |                         |                      |                 |
| Fiat 2.0 Multijet 115                 | Fiat FPT A20DTx    | 1 956           | DOHC 16v     | Injection directe Common Rail | 115 @ 3.700             | 280 @ 1.500          | Euro V          |
| Citroën-Peugeot 2.2 HDi 110/130/150   | Ford               | 2 198           | DOHC 16v     | Injection directe Common Rail | 110/130/150 @ 3.500     | 250/320/350 @ 2.000  | Euro V          |
| Fiat 2.3 Multijet 130                 | Iveco F1A          | 2 287           | DOHC 16v     | Injection directe Common Rail | 130 @ 3.600             | 320 @ 1.800          | Euro V          |
| Fiat 2.3 Multijet 150                 | Iveco F1A          | 2 287           | DOHC 16v     | Injection directe Common Rail | 148 @ 3.500             | 350 @ 1.500          | Euro V          |
| Fiat Citroën/Peugeot 3.0 Multijet 180 | Iveco F1C          | 2 999           | DOHC 16v     | Injection directe Common Rail | 177 @ 3.500             | 400 @ 1.400          | Euro V          |
| Motorisation GNV                      |                    |                 |              |                               |                         |                      |                 |
| Fiat 3.0 Natural Power 140            | Iveco F1C          | 2 999           | DOHC 16v     | Injection indirecte MPI       | 136 @ 2.700             | 350 @ 1.500          | Euro V EEV      |
| Motorisation Essence                  |                    |                 |              |                               |                         |                      |                 |
| RAM Promaster 3.6                     | Chrysler Pentastar | 3 604           | DOHC 24v VVT | Injection indirecte MPI       | 284 @ 6.400             | 353 @ 4.400          |                 |

Nota: sur certains marchés à l'exportation, les versions de 2006 sont encore commercialisées.

### 3egénération, série 3 (2014)
Le 12 mai 2014, une version restylée de la troisième génération est présentée à la presse. Les retouches concernent l'esthétique de la face avant et les motorisations anticipent la future norme Euro VI applicable au 1er septembre 2015. Les moteurs diesel Fiat Euro VI n'ont toujours pas besoin de recourir à l'injection d'Adblue contrairement à ses concurrents.

#### Fiat

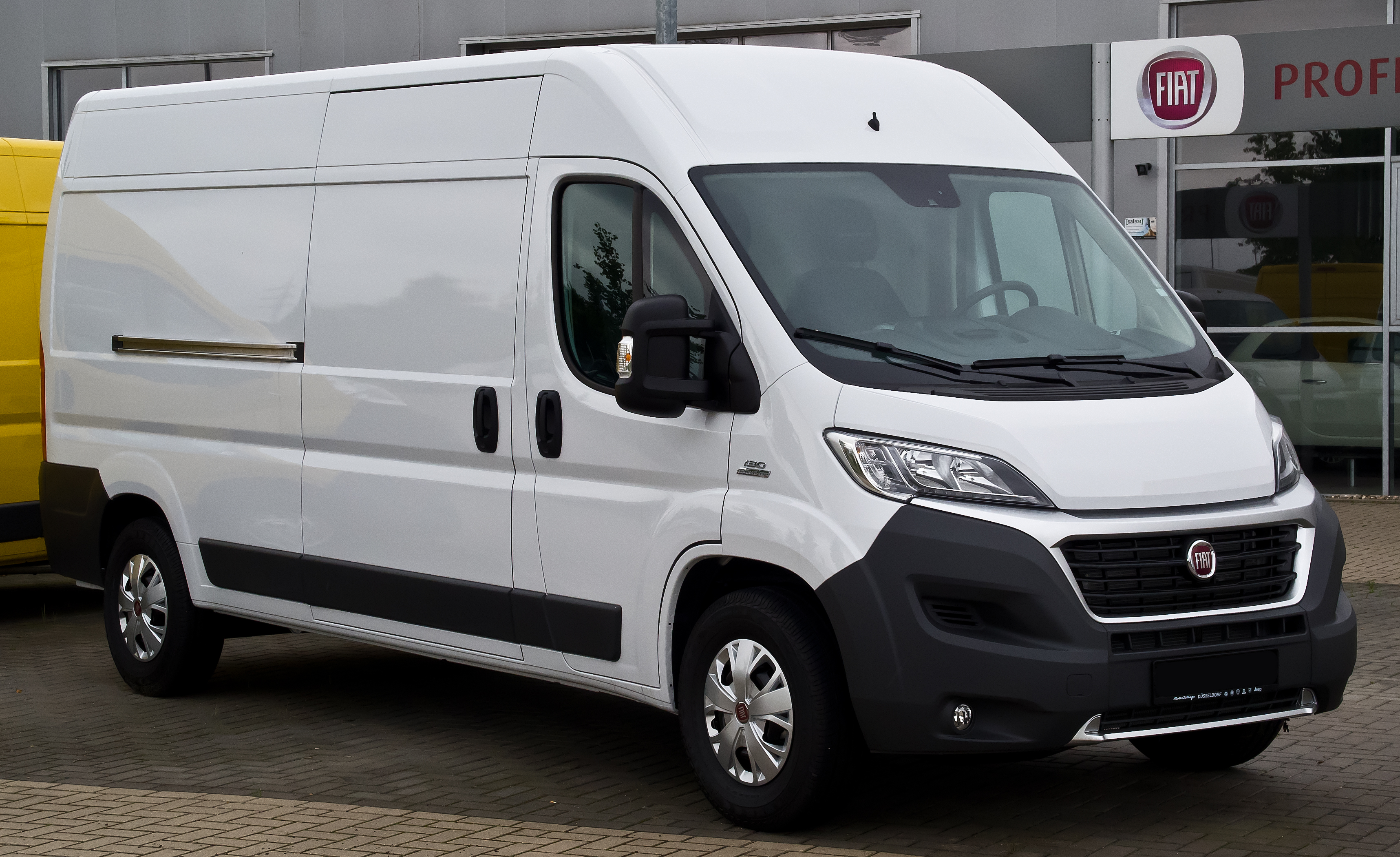
Fiat Ducato III phase 2 (2014)

Cette nouvelle version se distingue par une face avant renouvelée, l'arrivée de phares à LED et d'un pare-chocs avant en trois parties pour limiter le coût des réparations en cas d'accrochage, selon les recommandations des assureurs. Les jantes sont maintenant en alliage léger de 16 pouces. L'aménagement de l'habitacle a été revu et propose trois niveaux de finition.
Côté mécanique, Fiat annonce avoir travaillé pour diminuer la consommation de carburant avec les nouvelles versions des moteurs Fiat 2.0 Multijet de 115 ch, 2.3 Multijet de 130 et 150 ch et 3.0 Multijet de 180 ch équipés d'une boîte Comfort Matic.
La structure a été revisitée avec l'utilisation d'aciers à très haute résistance pour répondre aux normes plus exigeantes dans certains pays (Russie, Australie et Brésil). Sa structure est strictement identique quelle que soit la version, le 2,5 tonnes comme le 4,4 tonnes.
En équipement de série le Fiat Ducato propose :
- l'ESC - contrôle électronique de la stabilité, complété par le système anti-basculement,
- le LAC - système de reconnaissance du chargement,
- l'ASR ou Hill Holder - système anti patinage,
- l'EBA - système d'assistance électronique au freinage.

Hormis sur les modèles équipés de la motorisation 2,0 Multijet, tous les modèles disposent du système Servotronic.

#### PSA

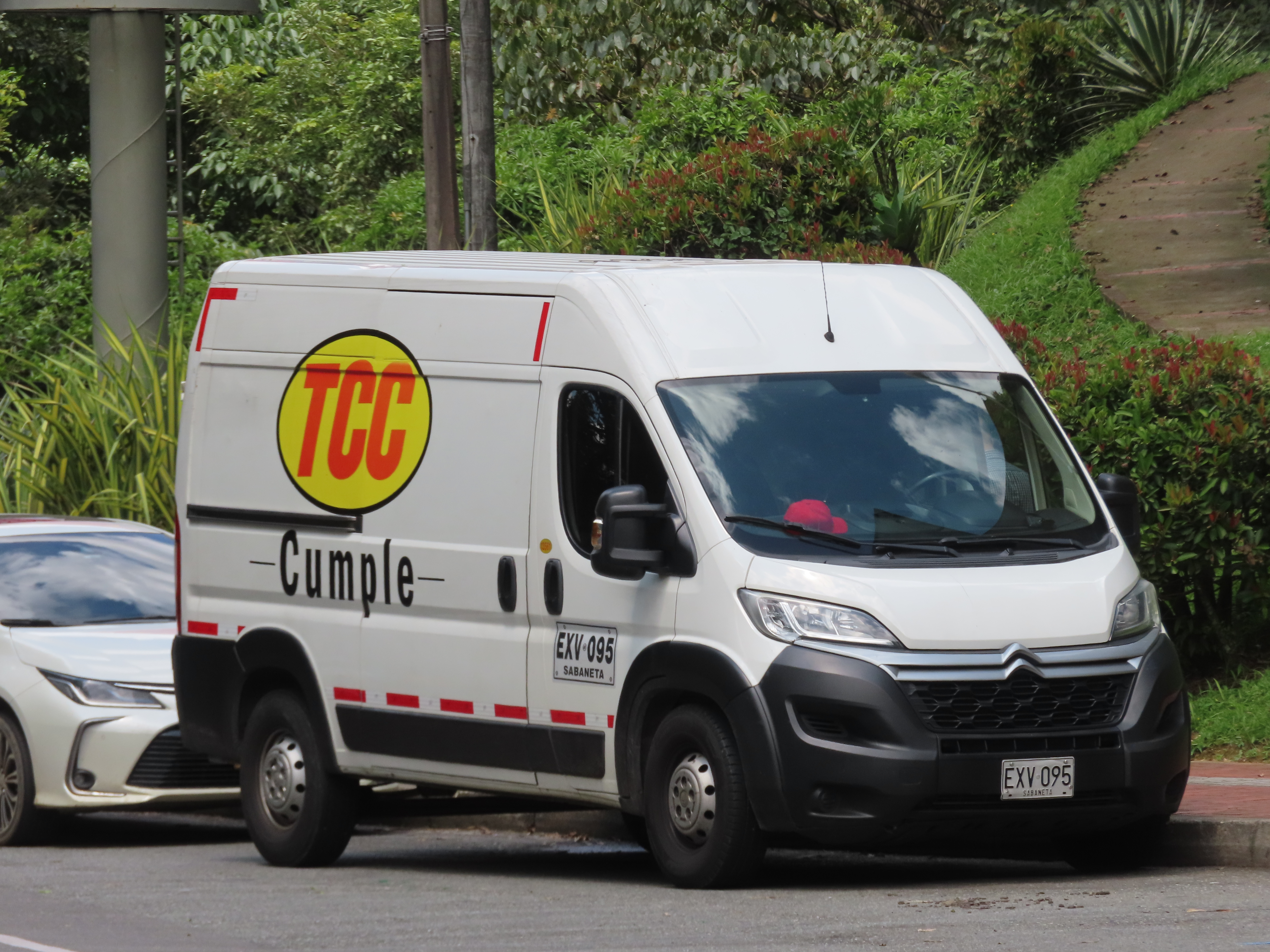
Citroën Jumper 2 phase 2

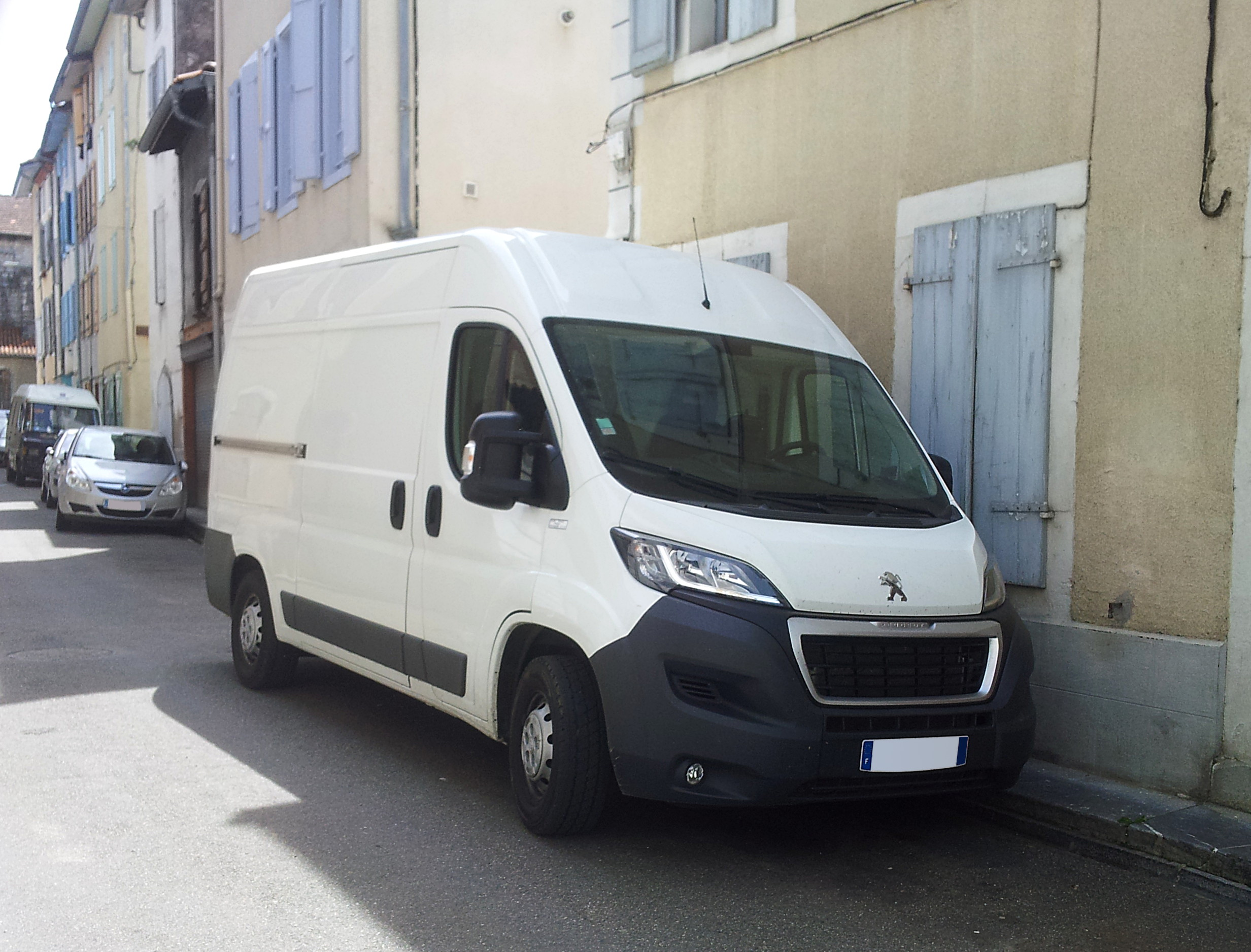
Peugeot Boxer 2 Phase 2

La gamme de motorisation s'articule autour du 2.2 BlueHDi 110/130/150/160 ainsi que du 3.0 HDi 180.

### 3egénération, série 4 (2016) - Euro VI

#### Fiat
La version Fiat du 2.0 115; 2.3 130/150/180, 3.0 GNV 140.

#### PSA
À la suite de la norme Euro 6, les versions PSA se voient équipées du 2.0 Blue HDI 110/130/160 ch avec recours à l'AdBlue.

### 2019

#### Fiat
En juillet 2019, Fiat dévoile ses nouvelles motorisations, toutes basées sur la version 2,3 JTDm. Les puissances sont les suivantes : 120, 140, 160 et 180 ch DIN. Le moteur Fiat 3.0 GNV 140 est maintenu et la version électrique E-Ducato est présentée.

#### PSA
Les versions PSA sont désormais équipées du moteur 2.2 BlueHDi 120/140/165 ch qui impose toujours l'utilisation de l'AdBlue contrairement au moteur Fiat.
Elles reçoivent aussi une version électrique, dont les batteries, d'un poids total d'environ 450 kg, se trouvent sous le plancher. La puissance est de 120 ch et le choix est proposé entre deux batteries de 37 ou 75 kWh. La vitesse de pointe est quant à elle limitée à 100 km/h. La transformation électrique est effectuée en Turquie par le sous-traitant BEDEO,. Il s'agit d'une conversion relativement artisanale : les véhicules transformés par BEDEO conservent le compte-tours et la jauge de carburant des versions thermiques, les aiguilles en moins.

### 2020

#### PSA
À la suite de l'entrée prochaine en vigueur de la norme Euro 6d, les puissances et couples restent inchangés mais les moteurs passent d'une cylindrée de 2,0 à 2,2 litres.

### Motorisations
|                    | 2.0 JTDm               | 2.0 BlueHDi            | 2.0 BlueHDi            | 2.0 BlueHDi            | 2.0 BlueHDi            | 2.0 BlueHDi            | 2.0 BlueHDi            | 2.2 HDi / BlueHDi      | 2.2 HDi / BlueHDi      | 2.2 HDi / BlueHDi      | 2.2 HDi / BlueHDi      | 2.2 HDi / BlueHDi      | 2.2 HDi / BlueHDi      | 2.2 HDi / BlueHDi      | 2.3 JTDm                     | 2.3 JTDm                       | 2.3 JTDm               | 2.3 JTDm               | 2.3 JTDm               | 2.3 JTDm               | 3.0 JTDm               | 3.0 JTDm               | V6 3.6                | 3.0 GNV               | Électrique |
| ------------------ | ---------------------- | ---------------------- | ---------------------- | ---------------------- | ---------------------- | ---------------------- | ---------------------- | ---------------------- | ---------------------- | ---------------------- | ---------------------- | ---------------------- | ---------------------- | ---------------------- | ---------------------------- | ------------------------------ | ---------------------- | ---------------------- | ---------------------- | ---------------------- | ---------------------- | ---------------------- | --------------------- | --------------------- | ---------- |
| Moteur             | Fiat FPT L4 A20DTx     | L4                     | L4                     | L4                     | L4                     | L4                     | L4                     | Ford L4                | Ford L4                | Ford L4                | Ford L4                | Ford L4                | Ford L4                | Ford L4                | Fiat FPT L4                  | Fiat FPT L4                    | Fiat FPT L4            | Fiat FPT L4            | Fiat FPT L4            | Fiat FPT L4            | Fiat FPT L4            | Fiat FPT L4            | Chrysler L6           | IVECO L4              |            |
| Cylindrée          | 1 956                  | 1 997                  | 1 997                  | 1 997                  | 1 997                  | 1 997                  | 1 997                  | 2 198                  | 2 198                  | 2 198                  | 2 198                  | 2 198                  | 2 198                  | 2 198                  | 2 287                        | 2 287                          | 2 287                  | 2 287                  | 2 287                  | 2 287                  | 2 999                  | 2 999                  | 3 604                 | 2 999                 |            |
| Puissance maximale | 115 ch à 4 000 tr/min  | 110 ch à 3 750 tr/min  | 120 ch à 3 500 tr/min  | 130 ch à 3 750 tr/min  | 140 ch à 3 750 tr/min  | 160 ch à 3 750 tr/min  | 165 ch à 3 750 tr/min  | 100 ch à 2 900 tr/min  | 110 ch à 3 500 tr/min  | 120 ch à 3 500 tr/min  | 130 ch à 3 500 tr/min  | 140 ch à 3 750 tr/min  | 150 ch à 3 500 tr/min  | 165 ch à 3 750 tr/min  | 120 ch à 3 600 tr/min        | 130 ch à 3 600 tr/min          | 140 ch à 3 600 tr/min  | 148 ch à 3 600 tr/min  | 160 ch à 3 600 tr/min  | 177 ch à 3 500 tr/min  | 159 ch à 3 500 tr/min  | 177 ch à 3 500 tr/min  | 280 ch à 6 350 tr/min | 136 ch à 2 750 tr/min | 90 kW      |
| Couple maximal     | 290 N m à 1 750 tr/min | 300 N m à 1 750 tr/min | 300 N m à 1 750 tr/min | 340 N m à 1 750 tr/min | 340 N m à 1 750 tr/min | 350 N m à 2 000 tr/min | 370 N m à 1 750 tr/min | 250 N m à 1 500 tr/min | 250 N m à 1 500 tr/min | 320 N m à 2 000 tr/min | 320 N m à 2 000 tr/min | 340 N m à 1 750 tr/min | 350 N m à 1 750 tr/min | 370 N m à 1 750 tr/min | 320 à 330 N m à 2 000 tr/min | 320 N m à 1 800 à 2 000 tr/min | 350 N m à 1 400 tr/min | 350 N m à 1 750 tr/min | 350 N m à 1 500 tr/min | 400 N m à 1 500 tr/min | 400 N m à 1 600 tr/min | 400 N m à 1 400 tr/min | 364 N m à - tr/min    | 350 N m à - tr/min    | 260 N m    |
| Fiat               | ✔️                     | ❌                     | ❌                     | ❌                     | ❌                     | ❌                     | ❌                     | ✔️                     | ❌                     | ❌                     | ❌                     | ❌                     | ❌                     | ❌                     | ✔️                           | ✔️                             | ✔️                     | ✔️                     | ✔️                     | ✔️                     | ✔️                     | ✔️                     | ❌                    | ✔️                    | ✔️         |
| Peugeot            | ❌                     | ✔️                     | ✔️                     | ✔️                     | ✔️                     | ✔️                     | ✔️                     | ✔️                     | ✔️                     | ✔️                     | ✔️                     | ✔️                     | ✔️                     | ✔️                     | ❌                           | ❌                             | ❌                     | ❌                     | ❌                     | ❌                     | ❌                     | ❌                     | ❌                    | ❌                    | ✔️         |
| Citroën            | ❌                     | ✔️                     | ✔️                     | ✔️                     | ✔️                     | ✔️                     | ✔️                     | ✔️                     | ✔️                     | ✔️                     | ✔️                     | ✔️                     | ✔️                     | ✔️                     | ❌                           | ❌                             | ❌                     | ❌                     | ❌                     | ❌                     | ❌                     | ❌                     | ❌                    | ❌                    | ✔️         |
| Ram                | ❌                     | ❌                     | ❌                     | ❌                     | ❌                     | ❌                     | ❌                     | ❌                     | ❌                     | ❌                     | ❌                     | ❌                     | ❌                     | ❌                     | ❌                           | ❌                             | ❌                     | ❌                     | ❌                     | ❌                     | ❌                     | ✔️                     | ✔️                    | ❌                    | ❌         |

### 3egénération, série 5 (2021)

#### Fiat

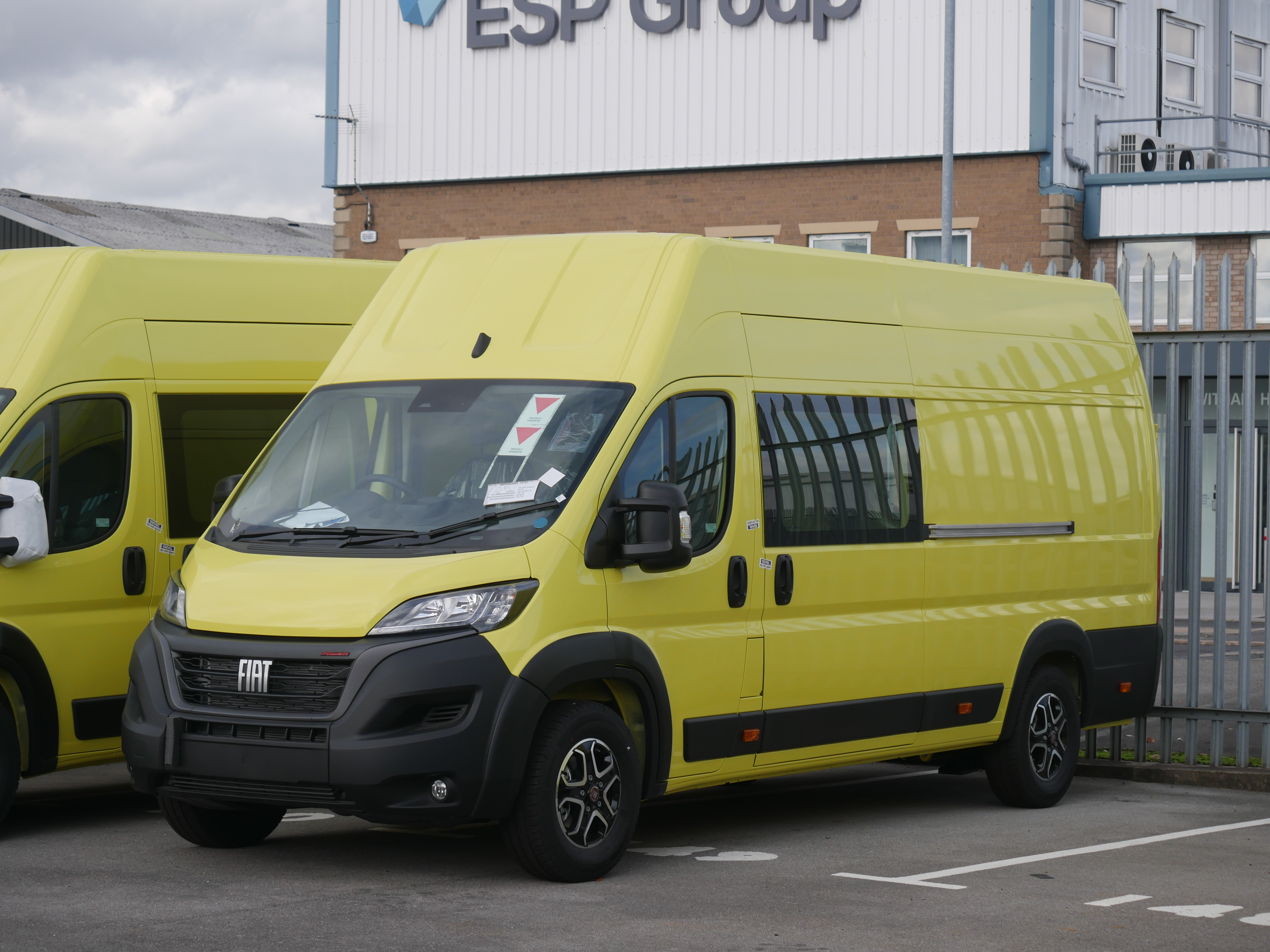
Ducato III (conduite à droite) avec le nouveau logo FIAT

Le 12 mars 2021, Fiat Professional commercialise le nouvel E-Ducato électrique. L'électrification du modèle n'est plus réalisée par le prestataire BEDEO, mais en interne par Fiat FPT. Le nouvel E-Ducato a une puissance de 90 kW (122 ch DIN) avec un couple de 280 Nm. Il est proposé avec deux capacités de batterie : 47 et 79 kWh. Son autonomie maximale pour la version la plus légère monte à 360 km,. Il offre, selon la version courte ou longue, un volume de chargement de 10 à 17 m3 et une charge utile de 1 950 kg tout en restant dans la limite des 3,5 tonnes pour une conduite avec un permis B.
Le nouveau logo Fiat est déployé sur le Ducato en 2021.

#### PSA
Malgré la fusion de PSA et de Fiat Chrysler Automobiles pour former Stellantis, les utilitaires électriques de l'ancien Groupe PSA ne bénéficient pas encore de la mise à jour technique développée par Fiat FTP et adoptée par Fiat Professional.
Lors de l'été 2021, le groupe Stellantis annonce et lance les remplaçants des Opel/Vauxhall Movano B. Ils abandonnent ainsi la base du Renault Master pour celle du Fiat Ducato,.

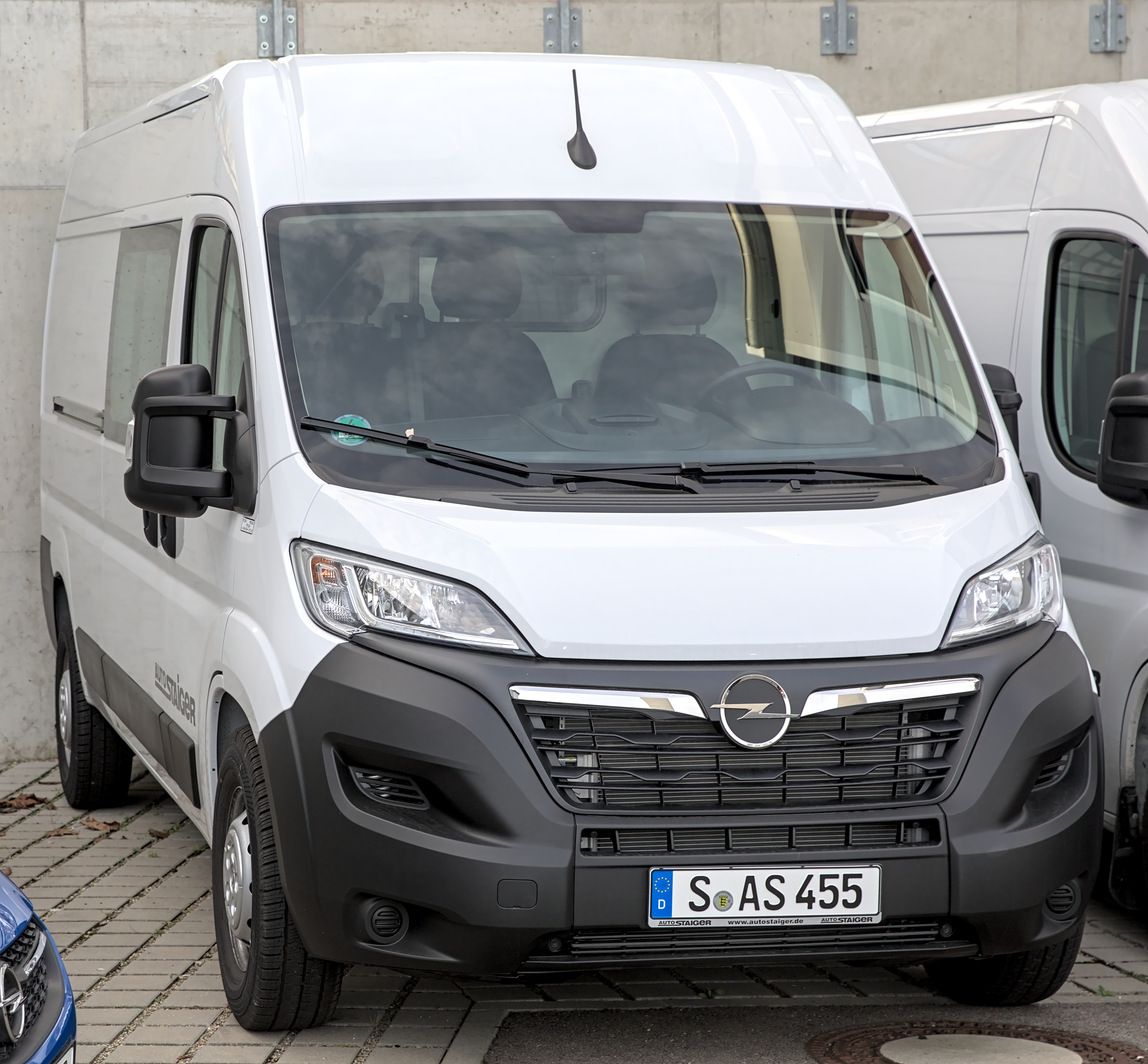
Opel Movano C
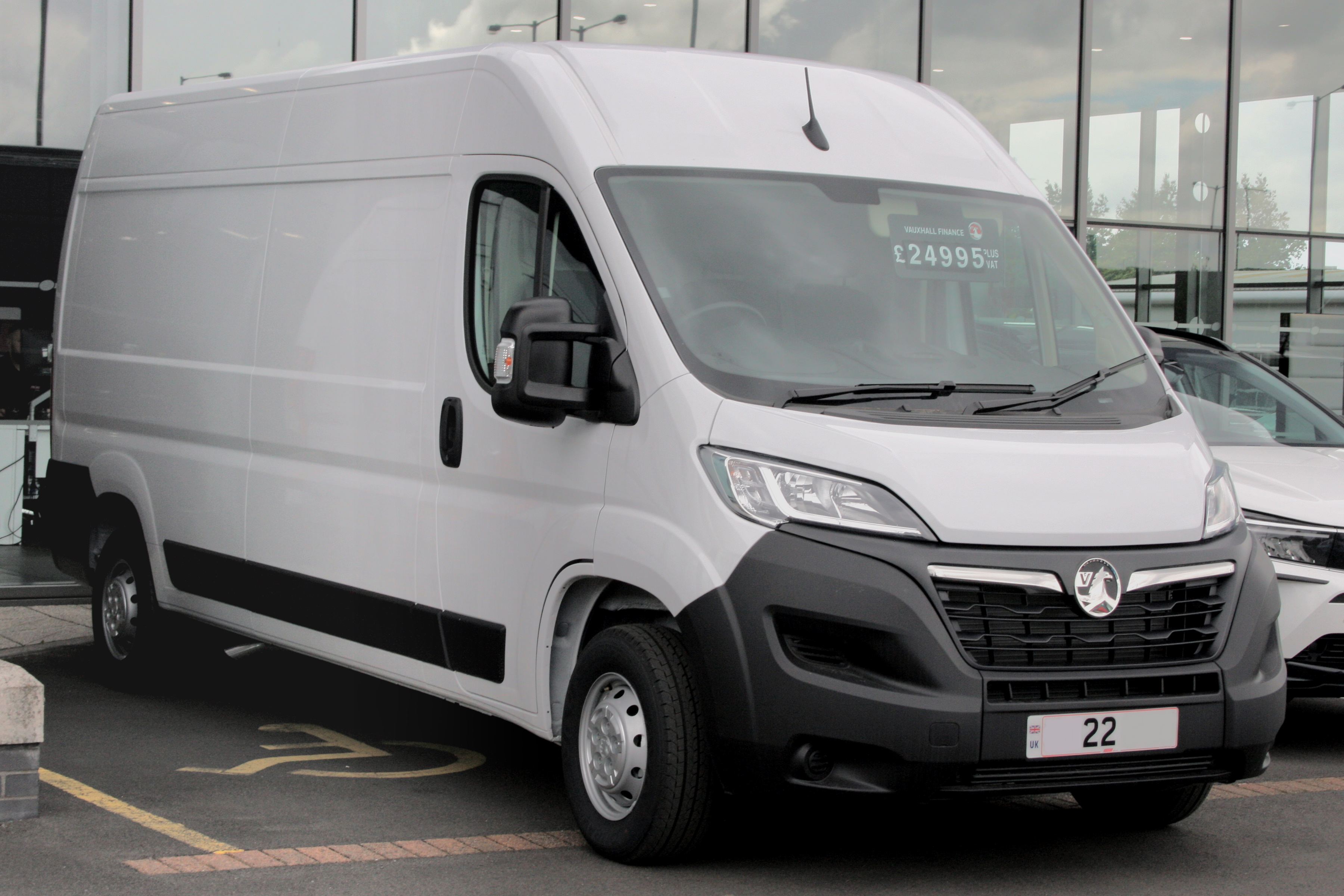
Vauxhall Movano C

### 3egénération, série 6 (2024)
En 2024, la production de toutes les marques du groupe Stellantis et celle de Toyota reçoivent le même équipement et, désormais, le même moteur (turbo-diesel  2,2 litres d'origine Fiat ou électrique à la puissance augmentée). À l'extérieur, tous les modèles ont une calandre aérodynamique.

### Toyota
En novembre 2023, Toyota renouvelle sa gamme d'utilitaires sur le marché européen. Comme les utilitaires Stellantis dont ils sont dérivés, les Proace City et Proace II bénéficient d'un restylage et le Proace Max, nouveau dérivé du Ducato, est présenté,,.
|                    | 2.2 HDi/CDTi/MultiJet/D-4D   | 2.2 HDi/CDTi/MultiJet/D-4D     | 2.2 HDi/CDTi/MultiJet/D-4D | 2.2 HDi/CDTi/MultiJet/D-4D | 2.2 HDi/CDTi/MultiJet/D-4D | 2.2 HDi/CDTi/MultiJet/D-4D | 3.0 JTDm               | 3.0 JTDm               | V6 3.6                | 3.0 GNV               | Électrique |
| ------------------ | ---------------------------- | ------------------------------ | -------------------------- | -------------------------- | -------------------------- | -------------------------- | ---------------------- | ---------------------- | --------------------- | --------------------- | ---------- |
| Moteur             | Fiat FPT L4                  | Fiat FPT L4                    | Fiat FPT L4                | Fiat FPT L4                | Fiat FPT L4                | Fiat FPT L4                | Fiat FPT L4            | Fiat FPT L4            | Chrysler L6           | IVECO L4              |            |
| Cylindrée          | 2 287                        | 2 287                          | 2 287                      | 2 287                      | 2 287                      | 2 287                      | 2 999                  | 2 999                  | 3 604                 | 2 999                 |            |
| Puissance maximale | 120 ch à 3 600 tr/min        | 130 ch à 3 600 tr/min          | 140 ch à 3 600 tr/min      | 148 ch à 3 600 tr/min      | 160 ch à 3 600 tr/min      | 177 ch à 3 500 tr/min      | 159 ch à 3 500 tr/min  | 177 ch à 3 500 tr/min  | 280 ch à 6 350 tr/min | 136 ch à 2 750 tr/min | 90 kW      |
| Couple maximal     | 320 à 330 N m à 2 000 tr/min | 320 N m à 1 800 à 2 000 tr/min | 350 N m à 1 400 tr/min     | 350 N m à 1 750 tr/min     | 350 N m à 1 500 tr/min     | 400 N m à 1 500 tr/min     | 400 N m à 1 600 tr/min | 400 N m à 1 400 tr/min | 364 N m à - tr/min    | 350 N m à - tr/min    | 260 N m    |
| Fiat               | ✔️                           | ✔️                             | ✔️                         | ✔️                         | ✔️                         | ✔️                         | ✔️                     | ✔️                     | ❌                    | ✔️                    | ✔️         |
| Peugeot/Citroën    | ✔️                           | ✔️                             | ✔️                         | ✔️                         | ✔️                         | ✔️                         | ✔️                     | ✔️                     | ❌                    | ✔️                    | ✔️         |
| Opel/Vauxhall      | ✔️                           | ✔️                             | ✔️                         | ✔️                         | ✔️                         | ✔️                         | ✔️                     | ✔️                     | ❌                    | ✔️                    | ✔️         |
| RAM                | ❌                           | ❌                             | ❌                         | ❌                         | ❌                         | ❌                         | ❌                     | ❌                     | ✔️                    | ❌                    | ❌         |

## Production
La gamme des véhicules utilitaires Fiat Ducato est commercialisée sous différentes marques et disponible en une multitude de versions avec plus de 2 500 combinaisons. Il est fabriqué dans plusieurs pays dans le monde, en fonction des macro-zones économiques, comme il est d'usage chez Fiat.
La production pour la macro-zone EMEA (Europe - Afrique et Moyen-Orient) est concentrée en Italie, dans l'usine SEVEL Sud Val di Sangro à Atessa, dans la région des Abruzzes. L'usine a fêté le 7 000 000e Ducato produit le 22 septembre 2022.
Pour le marché LATAM (Amérique Latine), la production avait lieu, jusqu'en 2022 au Brésil dans l'usine Fiat de Sete Lagoas. Depuis 2013, le Ducato est également vendu sur le marché NAFTA (États-Unis, Canada et Mexique), dont la production est réalisée par l'usine FCA de Saltillo, au Mexique. Depuis 2022, seule l'usine mexicaine fabrique le Ducato III pour tous les marchés d'Amérique nord et sud.
Pour le marché russe uniquement, la production a lieu dans l'usine Sollers d'Elabuga, tandis que pour le marché turc, la production a lieu dans l'usine Fiat-Tofas de Bursa. Quel que soit le lieu de production et la marque sous laquelle il est commercialisé, les composants proviennent tous de l'usine italienne de Val di Sangro,,. La production du Fiat Ducato, avec les industries connexes, représente 10 % du produit intérieur brut total de la région des Abruzzes. En 40 ans, plus de 7 millions de Fiat Ducato ont été produits à Atessa (usine de Val di Sangro).

### Fiat Ducato base des camping-cars
Le porteur est la base du camping-car. Son châssis, son moteur, et plus dans le cas d’un profilé (qui conserve la carrosserie de cabine) ou d’un fourgon (la totalité de la carrosserie). Le principal fournisseur, depuis 1980, est Fiat avec le Ducato qui couvre, selon les années, 70 à 75 % du marché européen. L'utilitaire produit par Fiat Professional est utilisé par quasiment tous les fabricants du module habitable du camping-car : Pilote, Chausson, Dethleffs, Rapido, etc.
Les avantages du Ducato S8 par rapport à ses concurrents sont :
- le châssis « Ducato Spécial Camper » abaissé très robuste,
- un PTAC de 3,5 ou 4,4 tonnes (Ducato Maxi) ou 5,0 tonnes sur châssis AL-KO à double essieu,
- une motorisation Fiat FPT 2,3 litres avec plusieurs niveaux de puissance : 120, 140, 160 et 180 ch DIN et un couple extrêmement élevé de 320 à 400 Nm à seulement 1 500 tr/min, conforme à la norme Euro VId final, avec des émissions de CO2 inférieures de 7 % par rapport à la moyenne de ses concurrents,
- la suspension pneumatique autonivelante,
- une boîte automatique à neuf vitesses avec convertisseur de couple hydraulique limitant la consommation de 6 à 7,8 l/100 km.
- une direction assistée électrique de série sur toute la gamme plus précise et maniable dans toutes les conditions de conduite et de charge,
- un rayon de braquage réduit,
- le pare-brise chauffant avec résistance électrique permettant un dégivrage et désembuage rapide,
- éclairages intérieurs et extérieurs dotés de la technologie Full LED.
- connectivité maximale :
  - Full Digital Cockpit, renseignent et assistent le conducteur grâce à des alertes – du satnav aux systèmes d’assistance à la conduite,
  - nouvelle interface UConnect, couplée à des écrans de 10 pouces,
  - système de navigation par satellite complet comprenant des cartes 3D d’origine TomTom et Apple CarPlay/Android Auto sans fil intégré
  - l’UConnect 7 avec Apple CarPlay, Android Auto et l’UConnect 5,
- système avancé d’assistance à la conduite (ADAS) comprenant :
  - le contrôle du freinage en cas d’obstacles inattendus tels que piétons et cyclistes,
  - la reconnaissance des panneaux routiers,
  - l'alerte de vigilance conducteur,
  - le régulateur de vitesse adaptatif avec fonction Stop & Go,
  - l'assistance au maintien de voie,
  - l'assistance aux embouteillages,
  - le système ESC avec assistance au vent transversal, le contrôle de la stabilité de la remorque et l’aide au stationnement active, avec assistant semi-autonome pour les manœuvres de stationnement parallèles ou perpendiculaires,
- système d’assistance à la vie en camping-car comprenant :
  - le Keyless Entry & Go, pour verrouiller et déverrouiller les portes de cabine et du coffre et démarrer le moteur sans clé,
  - le frein de stationnement électrique pour réduire l’encombrement dans la cabine,
  - le compartiment spécifique pour charger les téléphones portables sans fil,
  - les ports doubles USB-A et USB-C,
  - la prise de courant haute tension 230 V.
- la personnalisation du véhicule avec trois packs : Easy, Business et Lounge :
- My Remote - interaction avec le véhicule pour verrouiller et déverrouiller les portes, vérifier son emplacement et configurer des alertes sur la vitesse,
- l'assistant vocal pour demander des itinéraires et recevoir des informations sur son état par une simple commande vocale,
- My Car - application pour surveiller « l’état de santé » du Ducato à tout moment, le niveau de carburant, la pression des pneus, l’odomètre et la réception de notifications directes sur l’entretien,
- My Navigation - fournit des informations sur le trafic, la météo et les radars en temps réel,
- Send & Go - recherche de parking et station services, les cartes sont mises à jour automatiquement,
- My Wi-Fi - point d’accès Wi-Fi permet de connecter jusqu'à huit appareils et d’utiliser le service vocal Amazon Alexa dans le véhicule,
- My Alert - destiné à prévenir le propriétaire en cas de tentative de vol et permet de faire appel à une assistance.

Dans le Ducato série 8 (2022) Fiat a intégré toutes les aides à la conduite et renouvelé la planche de bord, plus ergonomique, accueillant un système multimédia avec écran de 10 pouces. 
Son hyper connectivité en fait probablement l’utilitaire de sa catégorie le plus avancé à cet égard… et donne un sacré coup de vieux à la génération précédente déjà en avance par rapport à ses concurrents.